# 세인트마크구 (그레나다)

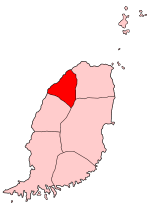
세인트마크구의 위치

세인트마크구(영어: Saint Mark Parish)는 그레나다 북서부에 위치한 구로 행정 중심지는 빅토리아이며 면적은 23km2, 인구는 3,994명(2001년 기준)이다. 그레나다에서 면적이 가장 작은 구이다.